# Borova Ravan
Borova Ravan je naseljeno mjesto u općini Uskoplje, Federacija Bosne i Hercegovine, BiH.
Borova Ravan je smještena na jugu općine, u Privoru.

## Stanovništvo

### 1991.
Nacionalni sastav stanovništva 1991. godine, bio je sljedeći:
ukupno: 198
- Muslimani - 194
- ostali, neopredijeljeni i nepoznato - 4

### 2013.
Nacionalni sastav stanovništva 2013. godine, bio je sljedeći:
ukupno: 84
- Bošnjaci - 84